# Wes Ball
Wes Ball (28. listopada 1980. - ) je američki filmski redatelj, stručnjak za vizualne efekte i grafički dizajner. Filmsku umjetnost diplomirao je na fakultetu FSU College of Motion Picture Arts 2002. godine. Najpoznatiji je po režiji filma Labirint: Nemogući bijeg, temeljenog na romanu pisca Jamesa Dashnera. Također, redatelj je i spomenutog filmskog nasatvka, koji je premijeru u američkim kino|kinima doživio 18. rujna 2015. godine.
Pozvan je i da režira filmsku adaptaciju danske novele Pad bogova (eng. Fall of Gods) od strane Mood Studiosa.

## Filmografija
- Labirint: Nemogući bijeg (2014.) - redatelj
- Labirint: Kroz spaljenu zemlju (2015.) - redatelj, producent

## Vanjske poveznice
- Wes Ball na Internet Movie Database